# San Vicente de Chucurí
San Vicente de Chucurí là một khu tự quản thuộc tỉnh Santander, Colombia. Thủ phủ của khu tự quản San Vicente de Chucurí đóng tại San Vicente de Chucurí Khu tự quản San Vicente de Chucurí có diện tích 2028 ki lô mét vuông. Đến thời điểm ngày 28 tháng 5 năm 2005, khu tự quản San Vicente de Chucurí có dân số 26519 người.